# ایناری ۱۵۳۲
سیارک ۱۵۳۲ (به انگلیسی: 1532 Inari، نامگذاری:1938SM) هزار و پانصد و سی و دومین سیارک کشف شده‌است که در ۱۶ سپتامبر ۱۹۳۸ کشف شد.
قدر مطلق سیارک برابر ۱۱٫۵۰ است.